# Peque, Antioquia
Peque este un municipiu din departamentul Antioquia, Columbia.